# Maria Remenyi
Maria Remenyi (Danimarca, 1946) è una modella statunitense.

## Carriera
Nata in Danimarca, ma cresciuta in Ungheria, Maria Remenyi, emigrò negli Stati Uniti nel 1956 quando la sua famiglia fuggì dalla rivoluzione ungherese del 1956. La Remenyi, che risiedeva a El Cerrito in California all'epoca, partecipò e vinse a Miss California 1966. Il 22 maggio 1966 diventa la seconda donna californiana a vincere il titolo di Miss USA. A luglio la Remyi partecipa a Miss Universo 1966 in rappresentanza degli Stati Uniti e piazzandosi fra le prime quindici. Nel 1973 torna a Miss Universo in veste di giudice.